# Kim English
Kim English jr. (Baltimora, 24 settembre 1988) è un ex cestista e allenatore di pallacanestro statunitense con cittadinanza giamaicana.

## Carriera
È stato selezionato dai Detroit Pistons al secondo giro del Draft NBA 2012 (44ª scelta assoluta).

## Palmarès
- Supercoppa italiana: 1 (revocato)

Mens Sana Siena: 2013